# MD.45
MD.45 to poboczny projekt frontmana i gitarzysty Megadeth Dave'a Mustaine'a, gitarzysty i wokalisty Fear Lee Vinga, basisty Electric Love Hogs Kelly'ego LeMieux oraz byłego perkusisty Suicidal Tendencies Jimmy'ego DeGrasso (który później wraz z Megadeth nagrał albumy Risk i The World Needs A Hero). Nazwa zespołu pochodzi od pierwszych liter imion i nazwisk członków zespołu: M oraz D od Mustaine, Dave, zaś V oraz L od Ving, Lee (VL zostało zapisane za pomocą rzymskiego systemu zapisywania liczb jako 45, co w rzeczywistości jest błędem, gdyż prawidłowy zapis liczby 45 to XLV).

## Historia
Pierwszy (i jedyny) album grupy The Craving został wydany 29 maja 1996 roku w Japonii, zaś 23 lipca 1996 w pozostałych państwach. Zgodnie z notką na wkładce, wchodzący w skład albumu utwór The Creed był w oryginale demem Megadeth. W wydanej w 2004 roku edycji zremasterowanej utwór ten wykonywany przez członków Megadeth pojawił się jako jeden bonusów.
Gdy prawie dekadę później wytwórnia Capitol Records wypuszczała zremasterowane wersje starych albumów Megadeth, Dave Mustaine postanowił powtórnie wydać także The Craving. Notka na wkładce informuje, że podczas procesu remasterowania partie wokalne oraz harmonijki przepadły. Podejrzewano, iż prawdziwym powodem usunięcia wokalu Vinga oraz dźwięku harmonijki był fakt, iż sprawiały one, że album drastycznie odszedł od brzmienia Megadeth, co z kolei spotkało się z brakiem akceptacji ze strony fanów. 
W swojej autobiograficznej książce Mustaine wspomina, iż zdecydował się zastąpić śpiew Vinga, by ugłaskać słuchaczy Megadeth, co z kolei liczyć się mogło z większą sprzedażą.
W zremasterowanej edycji Mustaine nagrał od nowa partie wokalne, zaś partie harmonijki zostały zasymulowane dźwiękami gitary.

## Muzycy
- Lee Ving - wokal prowadzący (wydanie oryginalne)
- Dave Mustaine - wokal prowadzący (wydanie zremasterowane), gitara
- Kelly LeMieux - gitara basowa
- Jimmy DeGrasso - perkusja

## Dyskografia
| Tytuł                                | Dane dot. albumu                                 |
| ------------------------------------ | ------------------------------------------------ |
| The Craving                          | - Data: 23 lipca 1996 - Wydawca: Slab Records    |
| The Craving (wydanie zremasterowane) | - Data: 27 lipca 2004 - Wydawca: Capitol Records |